# Knockin' on Heaven's Door (film)
Knockin' on Heaven's Door är en tysk roadmovie av Thomas Jahn som hade premiär år 1997. Med tre miljoner biobesökare blev den samma års mest populära film i Tyskland och fick ett flertal utmärkelser, bland annat vann Moritz Bleibtreu Deutscher Filmpreis för bästa biroll och Til Schweiger priset för bästa huvudroll på Moskvas internationella filmfestival.

## Handling
Rudi Wurlitzer läggs in på sjukhus efter att ha diagnosticerats bencancer och hamnar på samma avdelning som den hjärntumördrabbade Martin Brest. Bådas tillstånd är i ett framskridet stadium och de har enligt läkaren inte länge kvar att leva. Tillsammans och under inflytande av tequila tar de beslutet att ge sig av för att se havet, något ingen av dem tidigare hade gjort. Från sjukhusets parkeringsvåning stjäl de en Mercedes W113 och ger sig av, ovetandes om att bilen ägs av de kriminella Henk och Abdul. I bagaget ligger en portfölj med en miljon Deutsche Mark som deras chef Frankie Beluga är skyldig maffialedaren Curtiz, och som de har i uppdrag att lämna tillbaka.